# 에이와
에이와(永和, えいわ)는 일본 남북조 시대의 연호(元号) 중 하나이다. 북조에서 사용되었다.
- 전후 : 오안(応安) 이후 - 고랴쿠(康暦) 이전.
- 시기 : 1375년 ~ 1378년
- 천황
  - 북조 : 고엔유 천황
  - 남조 : 조케이 천황
- 쇼군 : 무로마치 막부의 아시카가 요시미쓰

## 개원(改元)
- 오안 8년 2월 27일(율리우스력 1375년 3월 29일), 개원.
- 에이와 5년 3월 22일(율리우스력 1379년 4월 9일), 고랴쿠로 개원된다.

## 출전
- 『서경』의 「詩言志、歌永言、声依永、律和声、八音克諧、無相奪倫、神人以和」.
- 『예문유취』의 「九功六義之興、依永和声之製、志由興作、情以詞宣」.

## 에이와 시기에 일어난 일
- 원년
  - 8월 : 남조측의 구스노키 마사카타가 무로마치 막부에 항복하다.
  - 8월 : 이마가와 사다요(료준)이 미즈시마의 진(水島の陣)에서 쇼니 후유스케를 모살하다(미즈시마 사건). 시마즈 우지히사는 남조에 귀순하다.
- 2년
  - 8월 : 무로마치 막부가 시마즈 우지히사・고레히사의 토벌을 위해, 이마가와 사다요를 오스미・사쓰마의 슈고로 임명하다.
- 3년
  - 6월 : 에치젠의 고쿠진(国人)과 슈고다이(守護代)간의 다툼이 간레이・호소카와 요리유키의 영지까지 번져, 호소카와 요리유키와 시바 요시유키가 대립하게 된다.
  - 10월 : 남규슈의 고쿠진이 이마가와 사다요에게 항복하다.

## 서력과의 대조표
| 에이와 | 원년      | 2년      | 3년      | 4년      | 5년      |
| ------ | --------- | -------- | -------- | -------- | -------- |
| 서력   | 1375년    | 1376년   | 1377년   | 1378년   | 1379년   |
| 남조   | 덴주 원년 | 덴주 2년 | 덴주 3년 | 덴주 4년 | 덴주 5년 |
| 간지   | 을묘      | 병진     | 정사     | 무오     | 기미     |

## 같이 보기
- 일본의 연호 일람
- 영화(永和): 후한의 연호(136년 ~ 141년).
- 영화(永和): 동진의 연호(345년 ~ 358년).
- 영화(永和): 중국 오호 십육국 시대의 국가 후진의 연호(416년 ~ 417년).
- 영화(永和): 중국 오호 십육국 시대의 국가 북량의 연호(433년 ~ 438년).
- 영화(永和): 중국 오대십국 시대의 국가 민의 연호(935년).
- 영화(永和): 타이완 청나라 통치 시기의 주일귀의 연호(1721년).

| 이전 오안 | 일본 북조의 연호 1375년 ~ 1379년 | 다음 고랴쿠 |